# Полынь белолистная
Полынь белолистная (лат. Artemisia leucophylla) — вид многолетних травянистых растений рода Полынь семейства Астровые или Сложноцветные (Asteraceae).

## Ботаническое описание
Растение с коротким узловатым ползучим корневищем и приподнимающимися одиночными или в группе стеблями, высотой от 15 до 65 см.
Стебли ребристые, опушённые паутинистыми волосками, цвет стеблей имеет фиолетовый оттенок.
Листья у основания стебля на черешках, выше — сидячие с ушками, листовые пластинки перисто-рассечённые от 3 до 8 см длиной и от 3,5 до 7 см шириной. Верхняя сторона листьев тёмная серо-зелёного оттенка, снизу листья бело-войлочные.
Соцветие собрано в узкую метёлку длиной от 10 до 50 см. Корзинки диаметром около 5—8 мм, овальной формы, посажены на веточки и сгруппированные в кисти или пучки.
Обёртка покрыта паутинистым опушением, внешние листочки обёртки яйцевидные, внутри — ланцетовидной формы. Цветки с голым цветоложем и коричневатыми венчиками.
Кариотип 2n=16.
Описанный экземпляр происходит с берега озера Хубсугул в Монголии.

## Распространение и местообитания
Произрастает во многих районах Сибири и на Дальнем Востоке России. За пределами Сибири растение распространилось от Монголии до Тибета, отмечено во многих провинциях Китая.
Расселено по солонцеватым лугам и в степях, встречается вдоль дорог и по берегам рек.

## Синонимы
- Artemisia dudinensis Ameljcz. — Полынь дудинская
- Artemisia leucophylla subsp. subarctica Ameljcz.
- Artemisia vulgaris var. leucophylla Turcz. ex Bess.
- Artemisia vulgaris var. rubriflora Turcz. ex Bess.